# Ernest Šmigura
Ernest Šmigura (17. června 1930, Dolný Ohaj – 26. července 2007, Nitra) byl slovenský herec.
V letech 1950 až 1956 byl členem Dedinského divadla. V letech 1956 až 1960 se stal členem pomocného souboru Činohry SND v Bratislavě. Od roku 1960 až do své smrti byl členem hereckého souboru Divadla Andreje Bagara v Nitře.

## Filmografie
- 1975 Život na úteku (Šiffer)
- 1976 Do posledného dychu
- 1977 Súkromná vojna (Vavro)
- 1981 Otec (hlavní pořadatel)
- 1983 Tisícročná včela (důstojník)
- 1989 Ulice bez mena (Gál)
- 1996 Jaškov sen (Sojčiak)